# Luvkullvattnet (naturreservat)
Luvkullvattnet är ett naturreservat i Krokoms och Strömsunds kommuner i Jämtlands län.
Området är naturskyddat sedan 2018 och är 655 hektar stort. Reservatet gränsar i söder till Hotagens naturreservat och ligger norr om Långvattnet och söder om Luvkullvattnet. Skogen i reservatet består av granskog och gles, gammal och brandpräglad tallskog. 